# یوسکلتل
یوسکلتل (انگلیسی: Euskaltel) شرکت مخابرات اسپانیایی است، که در سال ۱۹۹۵ تأسیس شد. در طول کریسمس سال ۲۰۰۶، Euskaltel نام خود را به euskaltel تغییر داد و در همان زمان لوگوی جدیدی را نیز انتخاب کرد که به شکل پروانه‌ای به رنگ نارنجی بود.

## تاریخچه نشان‌واره

### ۲۰۰۶–۲۰۱۸

لوگوی دوم و قبلی یوسکلتل که از ۱۰ دسامبر ۲۰۰۶ تا ۲۵ مارس ۲۰۱۸ از آن استفاده می‌شد.

### ۲۰۱۸-اکنون

سومین و لوگوی فعلی یوسکلتل که از ۲۶ مارس ۲۰۱۸ مورد استفاده قرار گرفته‌است.